# Слоцин
Слоцин (пол. Słocin, нім. Vorwalden) — село в Польщі, у гміні Ґродзиськ-Велькопольський Ґродзиського повіту Великопольського воєводства.
Населення — 785 осіб (2011).
У 1975-1998 роках село належало до Познанського воєводства.

## Демографія
Демографічна структура станом на 31 березня 2011 року:
|          | Загалом | Допрацездатний вік | Працездатний вік | Постпрацездатний вік |
| -------- | ------- | ------------------ | ---------------- | -------------------- |
| Чоловіки | 391     | 85                 | 278              | 28                   |
| Жінки    | 394     | 92                 | 246              | 56                   |
| Разом    | 785     | 177                | 524              | 84                   |